# Diversidad sexual en Singapur
Las personas LGBT en Singapur se enfrentan a ciertos desafíos legales y sociales no experimentados por otros residentes. El 29 de noviembre de 2022, el Parlamento de Singapur aprobó la derogación de la Sección 377A del código penal que castigaba las relaciones sexuales entre varones y, al mismo tiempo, fue aprobada una enmienda constitucional que impide que los tribunales desafíen la definición del matrimonio establecida como la unión entre un hombre y una mujer. Dichas enmiendas entraron en vigor el 27 de diciembre de 2022. En octubre de 2022, el gobierno presentó un proyecto de ley para despenalizar la homosexualidad que fue debatido el 28 de noviembre del mismo año y aprobado al día siguiente.
El cambio de nombre y marcador de género en el documento de identidad es posible bajo requisitos prohibitivos (cirugía de reasignación de sexo).

## Legislación y derechos de la diversidad sexual y de género

### Legislación sobre la actividad sexual entre personas del mismo sexo
La ley de Singapur heredada del Imperio Británico prohibía la sodomía independientemente del sexo. Como tal, el sexo anal u oral heterosexual y homosexual era ilegal. En 2007, dicha actividad sexual fue legalizada para heterosexuales y lesbianas, pero no entre hombres. Hasta el 27 de diciembre de 2022, las relaciones sexuales entre varones siguieron penalizadas como «actos de indecencia» de acuerdo a la sección 377-A del Código Penal, aunque en la práctica no se perseguían, siempre y cuando se practicaran en privado.
En 2014, el Tribunal de Apelación de Singapur falló que la sección 377-A del Código Penal se ajusta a la Constitución y deja su posible derogación en manos del poder legislativo. El Tribunal argumentó que la sección 377-A no viola el derecho a la vida y la libertad recogido en la Constitución de Singapur, porque este artículo se refiere a la protección frente al encarcelamiento ilegal y no al derecho a la privacidad y la autonomía personal. En cuanto al derecho a la no discriminación, según el juez, las categorías de género, sexo y orientación sexual no están protegidas por la Carta Magna.
En 2020, la Alta Corte de Singapur desestimó la demanda de inconstitucionalidad interpuesta contra la sección 377-A del Código Penal.
Los demandantes demandaban que esa sección del Código Penal no se está aplicando cuando las relaciones homosexuales se mantienen en el ámbito privado, además, presentaron pruebas científicas de que la homosexualidad es una condición que no se elige y que no es modificable, por lo que criminalizarla supone un acto contra los derechos humanos. La sentencia establece que la no aplicación real de la ley no es una razón para su derogación y en cuanto a la igualdad ante la ley, el alto tribunal advierte de que la Constitución no protege específicamente contra la discriminación por razón de sexo u orientación sexual.

#### Derogación Sección 377A del Código Penal
La sección 377A (comportamientos contra la decencia) establecía que: "Cualquier persona de sexo masculino, en público o en privado, comete, perpetra o intenta perpetrar junto a otro masculino, un acto de indecencia, deberá ser castigado con una pena que puede extenderse hasta los 2 años de prisión".
El 27 de diciembre de 2022, la sección 377-A fue derogada definitivamente luego que la presidenta Halimah Yacob aprobara el proyecto de ley que proponía la derogación del Código Penal. El 29 de noviembre de 2022 el Parlamento de Singapur aprobó la derogación de la Sección 377A con 93 votos a favor, legalizando de dicha forma las relaciones homosexuales. Al mismo tiempo se aprobó una enmienda constitucional que establece que solo el Parlamento podrá definir qué es un matrimonio, con lo cual se mantiene la definición actual (la unión entre un hombre y una mujer) prohibiendo el matrimonio entre personas del mismo sexo.
Previamente, en agosto de 2022, el ministro de Justicia e Interior de Singapur, Kasiviswanathan Shanmugam, manifestó que su Gobierno está estudiando la reforma del Código Penal para derogar la sección 377-A. El primer ministro Lee Hsien Loong confirmó mediante un discurso emitido por la televisión pública que su Gobierno estudia la derogación de dicho artículo del Código Penal que castiga las relaciones homosexuales entre varones. El 20 de octubre de 2022, el ministro de Asuntos Interiores  presentó un proyecto de ley para derogar la sección 377A, el cual fue debatido el 28 de noviembre por el Parlamento.

#### Sección 354 del Código Penal (Comportamiento sin pudor)
La sección 354 estipula que cualquier persona que usa fuerza criminal para atentar contra el pudor de otra persona, deberá ser castigado con una pena de hasta 2 años de prisión, con una multa, con un castigo corporal o con uno de esos castigos.

### Identidad y expresión de género
En Singapur es posible para las personas transexuales el cambio de marcador de género en el Documento Nacional de Registro de la identidad luego de que se acredite mediante un certificado médico la realización de una cirugía de reasignación de sexo. No se permite que los certificados de nacimiento sean modificados.

### Legislación contra la discriminación
No existen leyes que protejan específicamente a los singapurenses LGBT de la discriminación en el lugar de trabajo, la vivienda o cualquier otra área relevante. 
En 2019, se modificó la Ley de Mantenimiento de la Armonía Religiosa para proteger a la comunidad LGBT de la violencia por motivos religiosos. Se pueden emprender acciones legales contra un grupo religioso o sus miembros por incitar a la violencia contra ciertos "grupos objetivos". La Declaración Explicativa establece que "El grupo objetivo no necesita limitarse a personas que practican una determinada religión. El grupo objetivo puede estar compuesto por ateos, personas de una comunidad racial específica, que comparten una orientación sexual similar o tienen una determinada nacionalidad. o descendencia como trabajadores extranjeros o nuevos ciudadanos.” Si bien la Declaración explicativa no es parte de la legislación después de que se aprueba el proyecto de ley, ayuda a comprender mejor la ley.